# Dudince
Dudince (Hongaars:Gyűgy) is een Slowaakse stad in de regio Banská Bystrica, en maakt deel uit van het district Krupina. Dundince staat bekend om zijn kuuroord met geneeskrachtige bron.
Archeologische ontdekkingen laten zien dat Dundince al bewoond werd in het Neolithicum. De eerste geschreven bron waarin de stad genoemd wordt stamt uit 1284, onder de naam Dyud. De geneeskrachtige bronnen worden voor het eerst genoemd in 1551.
Volgens de census van 2001 telt Dudince 1500 inwoners. 95,67% daarvan waren Slowaaks, 3,53% Hongaars en 0,20% Roma. 55,67% van de inwoners was rooms-katholiek, 28,93% Luthers en 11,27% heeft geen specifieke religie.

## Externe link

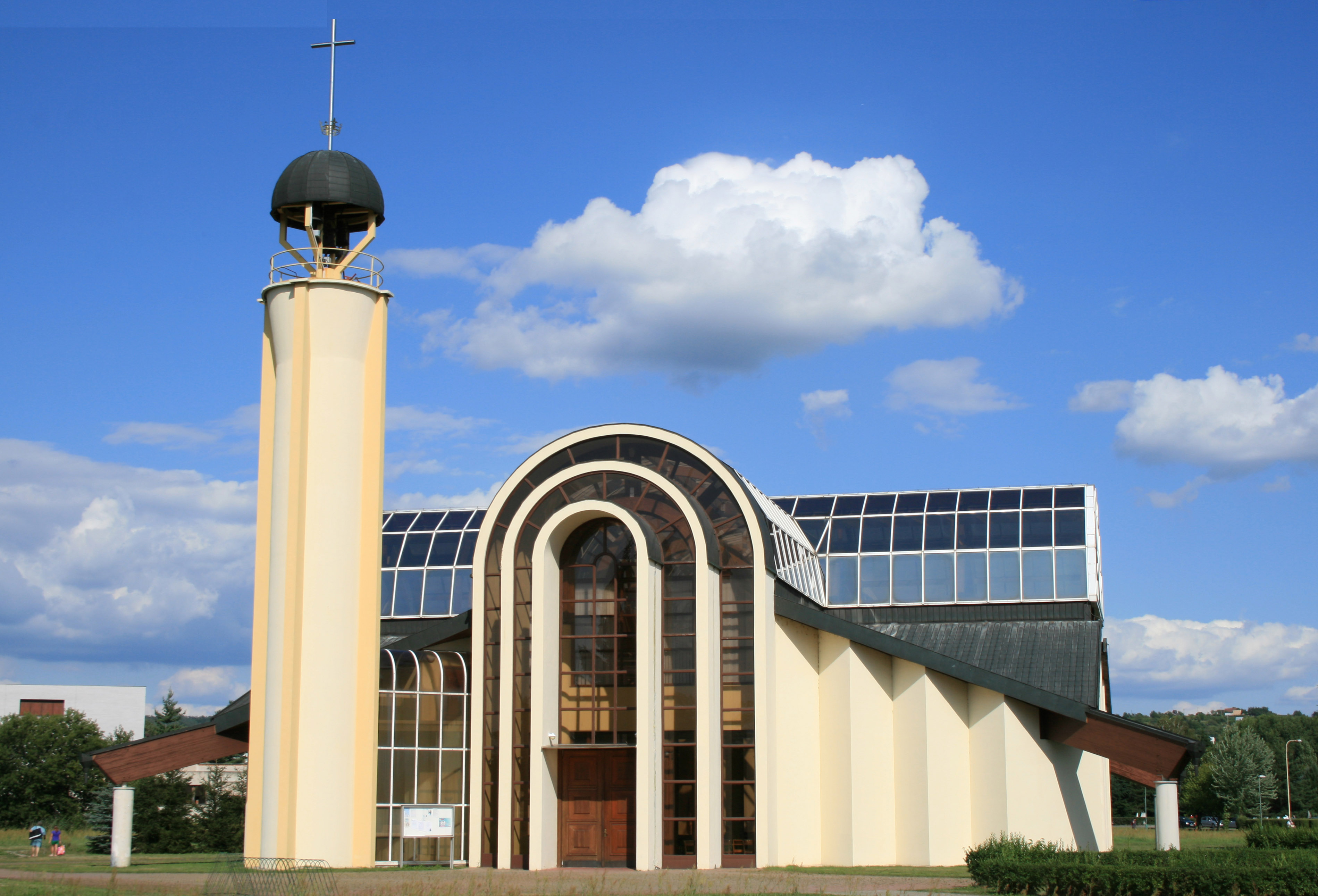